# Cinnamomum iners
Cinnamomum iners är en lagerväxtart som beskrevs av Caspar Georg Carl Reinwardt och Carl Ludwig von Blume. Cinnamomum iners ingår i släktet Cinnamomum och familjen lagerväxter. Inga underarter finns listade i Catalogue of Life.